# Рибаловське сільське поселення
Риба́ловське сільське поселення (рос. Рыбаловское сельское поселение) — сільське поселення у складі Томського району Томської області Росії.
Адміністративний центр — село Рибалово.
Населення сільського поселення становить 2252 особи (2019; 2280 у 2010, 2483 у 2002).

## Склад
До складу сільського поселення входять:
| Населений пункт           | Населення, осіб (2002) | Населення, осіб (2010) |
| ------------------------- | ---------------------- | ---------------------- |
| Верхнє Сеченово, присілок | 242                    | 167                    |
| Карбишево, присілок       | 256                    | 209                    |
| Лаврово, присілок         | 187                    | 124                    |
| Рибалово, село            | 1785                   | 1765                   |
| Чернишовка, присілок      | 13                     | 15                     |